# Parafia św. Antoniego Padewskiego w Kadynach
Parafia św. Antoniego Padewskiego w Kadynach – parafia rzymskokatolicka w diecezji elbląskiej. Erygowana 21 września 1992 roku przez biskupa elbląskiego Andrzeja Śliwińskiego. Do parafii należą wierni z miejscowości Kadyny, położona w gminie Tolkmicko w powiecie elbląskim w województwie warmińsko-mazurskim.

## Proboszczowie parafii
- 1992–2003 – Leszek Mikołaj Czyściecki OFM
- 2003–2006 – Atanazy Bronisław Augustyn OFM
- 2006–2009 – Dezyderiusz Kazimierz Głodowski OFM
- 2009–2014 – Klaudiusz Ryszard Warmuz OFM[1][2]
- 2014–2019 – Ewaryst Lech Gręda OFM[3]
- od 2019 – Kalikst Piotr Salak OFM